# 안토니오 바치니

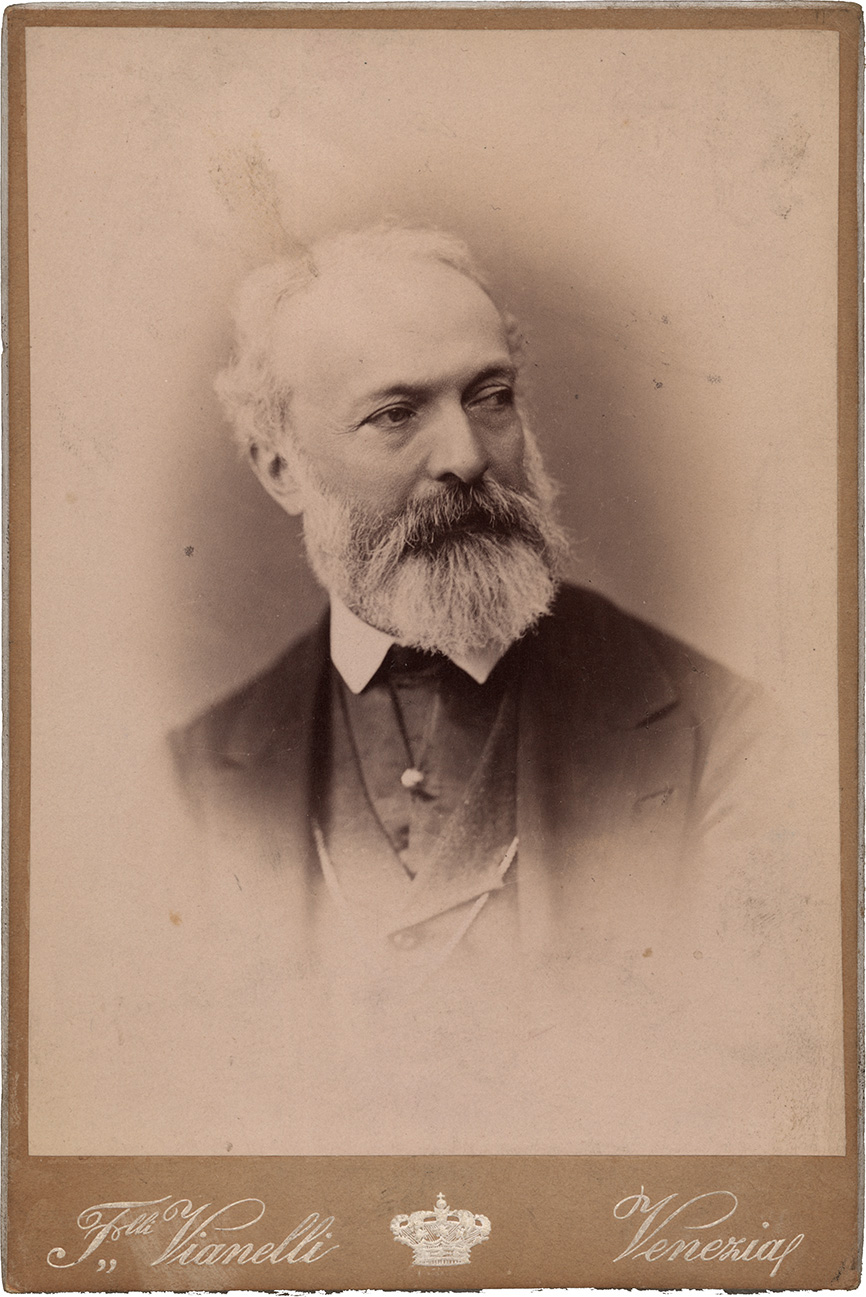

안토니오 바치니(Antonio Bazzini, 1818-1897)는 이탈리아의 바이올린 주자이며 작곡가이다. 브레시아 출신으로, 파가니니에게 인정되어 주로 이탈리아와 프랑스에서 바이올린 주자로서 활약했고 만년에는 밀라노 음악원의 작곡과 교수·원장이 되었다. 바이올린을 위한 많은 곡을 작곡하였으나 <요정(妖精)의 론도>는 지금도 수시로 연주된다.